# チャーリー・セクストン
チャーリー・セクストン（Charlie Sexton、1968年8月11日 - ）は、アメリカ合衆国テキサス州出身のギタリスト、シンガーソングライター。1985年、17歳でソロ・デビューを果たし、1999年にはボブ・ディランのバック・バンドに加入。

## 来歴
テキサス州サンアントニオで生まれ、幼い頃にオースティンに移る。少年時代にブルーグラスやブルースの影響を受け、ギターを弾くようになる。16歳で、ドン・ヘンリーのアルバム『ビルディング・ザ・パーフェクト・ビースト』（1984年）にギタリストとして参加。また、映画『Wild Life』（日本未公開）のサウンドトラックでロン・ウッドと共演。
1985年、アルバム『ピクチャーズ・フォー・プレジャー』でソロ・デビューを果たし、全米15位のヒットとなる。高い音楽性と端正なルックスから日本でもアイドル的な人気を獲得し、1986年に初の日本公演を行う。日本では「チャリ坊」という愛称で呼ばれ、エドウインのCMや『夜のヒットスタジオ』などに出演していたこともあった。
1988年、実弟ウィル・セクストンを中心としたバンド、ウィル&ザ・キルのアルバムに参加。また、氷室京介のアルバム『FLOWERS for ALGERNON』でもギターを弾く。チャーリーのセカンド・アルバム『ドント・ルック・バック（原題: Charlie Sexton）』（1989年）にはブライアン・アダムスが参加し、同作に伴う2度目の東京公演では、氷室京介がゲスト出演した。
1992年には、元スティーヴィー・レイ・ヴォーン&ダブル・トラブルのトミー・シャノンとクリス・レイトン、後にエリック・クラプトンのサポート・ギタリストとして活動するドイル・ブラムホール2世と共にアーク・エンジェルスを結成。同年、アルバム『アーク・エンジェルス』を発表し、日本公演も行う。アーク・エンジェルス解散後、チャーリー・セクストン・セクステット名義で『アンダー・ザ・ウィッシング・ツリー』（1995年）を発表。
1999年、ドイル・ブラムホール2世による「ブラムホール」名義のアルバム『ジェリークリーム』に参加。同作でチャーリーとドイルが共作した「I Wanna Be」は、エリック・クラプトンとB.B.キングが連名で発表したアルバム『ライディング・ウィズ・ザ・キング』でも取り上げられた。更に、1999年から2002年にかけて、ボブ・ディランのサポート・ギタリストとして活動。アルバム『ラヴ・アンド・セフト』（2001年）にも参加した。その後はエディ・ブリケル、ルーファス・ウェインライト、チャーリー・マッスルホワイト等のアルバムに参加。
2005年、バック・ポーチ・レコードから、10年ぶりに自己名義のアルバム『明日への轍』を発表。同作は、日本では2007年にソニー・ミュージックジャパンインターナショナルから発売された。
2018年、友人のイーサン・ホークらとレコード会社を設立した。
息子のマーロン・セクストンもミュージシャンである。

## ディスコグラフィ

### ソロ・アルバム
- 『ピクチャーズ・フォー・プレジャー』 - Pictures for Pleasure (1985年)
- 『ドント・ルック・バック』 - Charlie Sexton (1989年)
- 『アンダー・ザ・ウィッシング・ツリー』 - Under the Wishing Tree (1995年) ※チャーリー・セクストン・セクステット名義
- 『明日への轍』 - Cruel and Gentle Things (2005年)

### EP
- 『ミックスト・インプレッションズ』 - Mixed Impressions (1986年) ※日本のみ
- 『キング・エルヴィス』 - King Elvis (1990年) ※日本のみ

### アーク・エンジェルス
- 『アーク・エンジェルス』 - Arc Angels (1992年)
- Living in a Dream (2009年) ※CD&DVD

### ロス・スーパー・セヴン
- 『ハード・イット・オン・ジX』 - Heard It on the X (2005年)